# Kunstanstalten May
Kunstanstalten May AG (KAMAG) är ett konstförlag baserat i Aschaffenburg. Företaget grundades 1914 i Dresden genom en sammanslagningen av Dresdner Kunstanstalten AG, grundat 1882 av Adolf May, och Frankfurtföretaget E. G. May Söhne och var länge en av de största tyska tillverkarna av grafik och väggdekorationer för de stora massorna.

## Historik

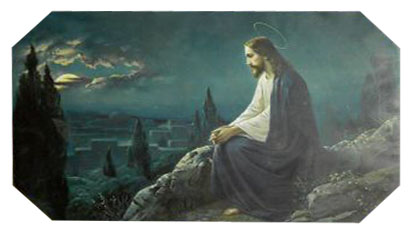
Untersbergers "Kristus på Oljeberget", var KAMAG:s bästsäljare från 1917.

Från början var KAMAG ett internationellt företag som bedrev ett stort antal utomeuropeiska verksamheter. Detta inkluderade bland annat export av religiösa och profana väggdekorationer till Brittiska Indien, som producerades utifrån original skapade där.
Efter att företaget hade startat ett försöksproduktion av färgtryck i storformat förvärvade företaget rättigheterna för Hans Zatzkas bild "Elfenreigen" 1914. Josef Untersbergers "Kristus på Oljeberget" blev en av företagets bästsäljare 1917. I Tyskland kallades dessa stora religiösa färgtryck för "Schlafzimmerbild" vilket kan översättas till 'sovrumsbild' och företaget var den ledande producenten. KAMAG:s hårdaste konkurrent vid den tiden var Berlinförlaget Felix Freund. Adolf May försökte förgäves att genomdriva upphovsrättskyddet för bildidéer och tog detta till Reichsgericht. Affärer med utlandet hämmades sedan av Första världskriget, men blomstrade igen under mellankrigstiden.
Ett dotterbolag till KAMAG, Arthur Kolbe GmbH, sålde erotiska färgkollotyper som inte passade in i moderbolagets publiceringsprogram. Den nationalsocialistiska konstpolitiken som tog över 1933 påverkade varuutbudet inom vissa områden. Företaget tog fram en serie med kollotyper, de så kallade Sartos-trycken, där landskap och barnbilder dominerades.
Efter kriget nationaliserade den sovjetiska zonadministrationen produktionsanläggningarna. De tidigare ägarna och huvudägarna, samt de ledande anställda flyttade till väst och flyttade företagets huvudkontor till Fürth 1949. På 1960-talet återupplivades Sartosserien och "konstbladen". På 1970-talet exporterade företaget fortfarande "sovrumsbilder" i heliokrom-teknik till Centraleuropa.
Företaget är idag baserat i Aschaffenburg.